# Micaria coloradensis
Micaria coloradensis är en spindelart som beskrevs av Banks 1896. Micaria coloradensis ingår i släktet Micaria och familjen plattbuksspindlar. Inga underarter finns listade i Catalogue of Life.